# Hugo Costa
Pour l’article homonyme, voir Costa.
Hugo Alexandre Esteves Costa est un footballeur portugais né le 4 novembre 1973 à Tramagal. Il évolue au poste de défenseur.

## Biographie
Hugo Costa joue principalement en faveur du SC Beira-Mar, du FC Alverca et du Vitória Setúbal.
Au total, il dispute 223 matchs en 1re division portugaise, et inscrit 8 buts dans ce championnat.

## Statistiques
- 223 matchs et 8 buts en 1re division portugaise
- 36 matchs et 0 but en 2e division portugaise
- 38 matchs et 0 but en 3e division portugaise
- 34 matchs et 0 but en 2e division allemande
- 2 matchs et 0 but en 2e division anglaise
- 6 matchs et 1 but en 1re division chypriote